# Kei Nishikori

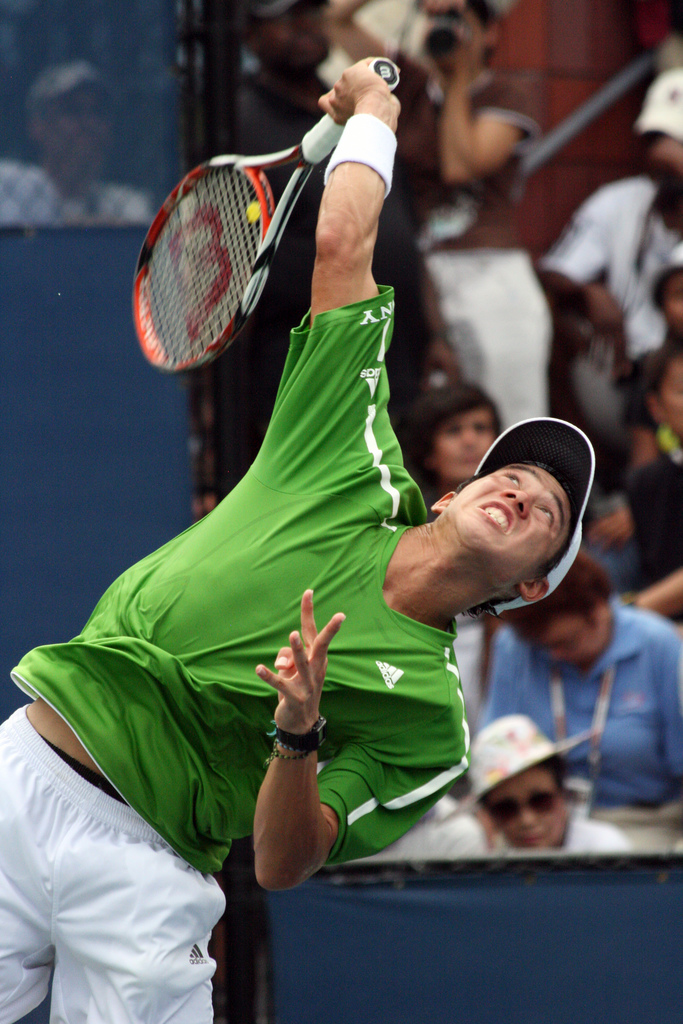
Nishikori serveert tijdens zijn eerste rondewedstrijd op de US Open 2008.

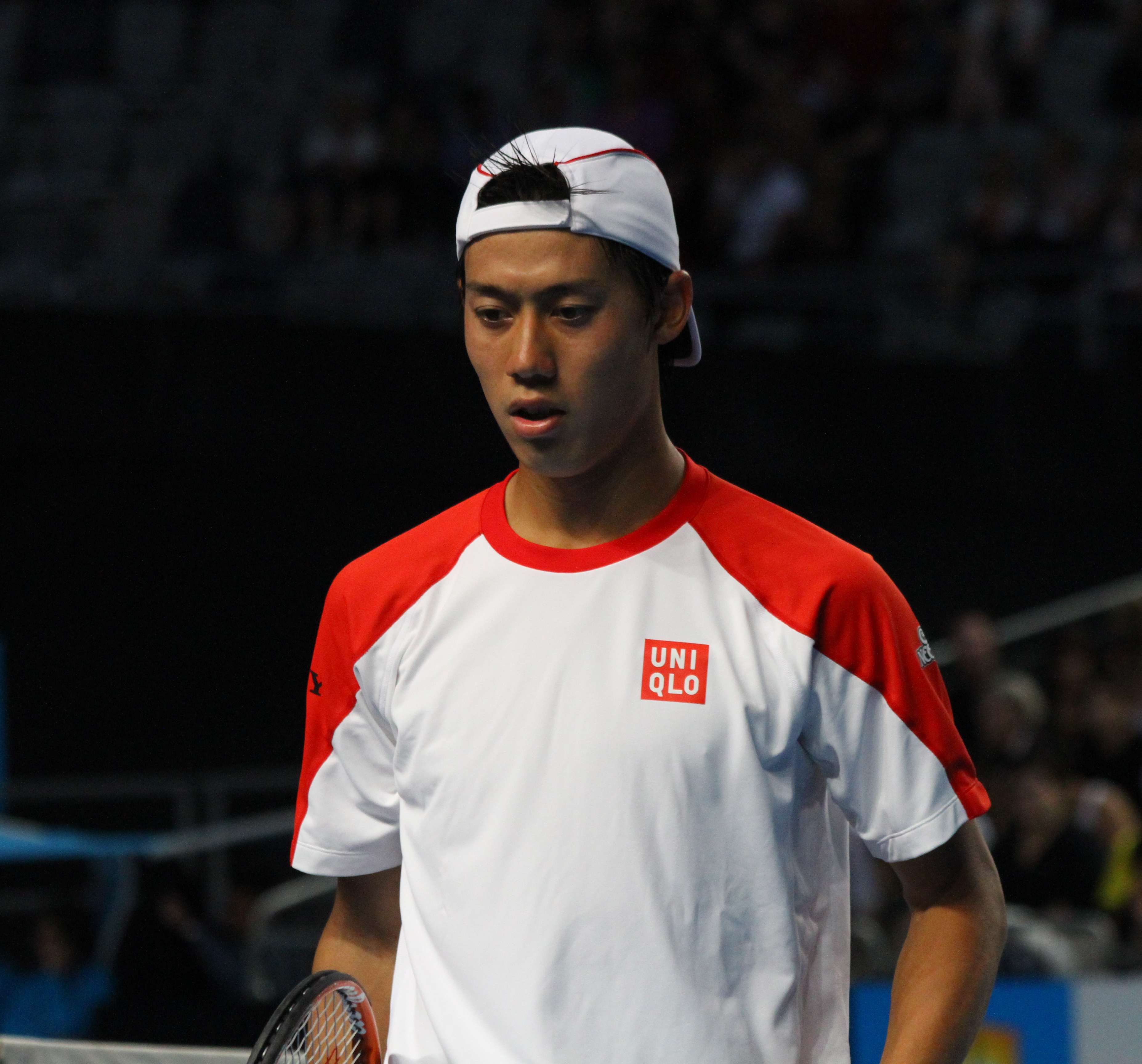
Kei Nishikori in zijn partij tegen de Spanjaard Fernando Verdasco op de Australian Open in 2011 (2–6, 4–6, 3–6).

Kei Nishikori (Japans: 錦織 圭, Nishikori Kei) (Matsue, 29 december 1989) is een Japans tennisser. Hij begon met tennis op vijfjarige leeftijd in Japan, alvorens in 2004 te verhuizen naar de Verenigde Staten om zich verder te ontwikkelen op een sportacadamie. Als zeventienjarige leeftijd kwalificeerde hij zich op 17 juli 2007 voor zijn eerste ATP-toernooi, het Countrywide Classic-toernooi in Los Angeles. Een jaar later won Nishikori zijn eerste ATP-titel; in 2008 speelde hij eveneens zijn eerste wedstrijden op Masters 1000- en grandslamniveau. In het najaar van 2014 bereikte Nishikori zijn beste resultaat door de finale van de US Open 2014 te halen, waarin hij verloor van de Kroaat Marin Čilić. In 2015 steeg hij naar de vierde plaats op de ATP-ranglijst, zijn hoogste positie. Niet eerder stond een Aziatische man zo hoog op de mondiale ranglijst. Nishikori won in augustus 2016 de bronzen medaille in het mannenenkelspel op de Olympische Spelen in Rio de Janeiro.
Nishikori behoort tot de best betaalde atleten ter wereld. Op de lijst van bestbetaalde atleten van Forbes, gepubliceerd in 2018, staat hij op plaats 35, samen met de Welshe voetballer Gareth Bale. Zijn inkomen betrof afgerond 35 miljoen dollar, waarvan 33 miljoen door sponsorcontracten. Nishikori sloot in 2017 en 2018 meerdere grote sponsorcontracten, met name met bedrijven die ook de Olympische Zomerspelen 2020 in Japan sponsoren, onder andere kledingfabrikant Uniqlo, TAG Heuer en Japan Airlines – laatstgenoemde luchtvaartmaatschappij heeft ook een vliegtuig in haar vloot met een afbeelding van Nishikori erop, de "JET-KEI". Het doel bij de meer recente contracten is Nishikori als een van de gezichten van de Spelen te positioneren. Hij is na Roger Federer en Rafael Nadal de bestbetaalde tennisser.

## Loopbaan

### Voor jeugdopleiding naar Florida
Nishikori werd geboren in Matsue, een middelgrote stad in het zuidwesten van Japan. In zijn gezin lag geen duidelijke connectie met de tennissport: zijn vader is een ingenieur, zijn moeder is pianodocente. Nishikori's oudere zus nam op vroege leeftijd aan dezelfde tenniskampen deel als haar broertje, maar koos er uiteindelijk voor om te gaan studeren aan de universiteit en een carrière te beginnen in Tokio. Nishikori begon op vijfjarige leeftijd met tennissen, en trainde enkele jaren in eigen land, waar hij in 2001 ook een landelijk jeugdtoernooi won. Zijn ouders besloten in 2004 dat verhuizen naar het buitenland de beste optie was voor Nishikori om zijn talent verder te ontwikkelen. Met behulp van een door Sony-oprichter Akio Morita gefinancierde beurs vertrok hij op veertienjarige leeftijd naar Florida, Verenigde Staten, waar Nishikori begon aan de IMG Academy, een op sporttalenten gerichte kostschool. Nishikori sprak op dat moment nog vrijwel geen woord Engels, maar werd wel vergezeld door enkele getalenteerde landgenoten. Vanaf dat moment begon Nishikori ook regelmatig intercontinentaal te reizen voor verschillende jeugdtoernooien; zo won hij in 2004 een jeugdtoernooi op gravel in Rabat, Marokko. In de finale versloeg hij de Oekraïner Oleksandr Dolgopolov, op dat moment vijftien jaar oud, een toekomstige top 15-speler die hij later nog onder meer op ATP Masters 1000-niveau zou tegenkomen. Twee jaar later maakte Nishikori terug in Japan zijn debuut op de ATP Challenger Tour na het ontvangen van een wildcard van de toernooiorganisatie van het Challengertoernooi van Kyoto. Hij verloor zijn eerste rondewedstrijd van de Australiër Smeets.

### Begin van internationale carrière
Nishikori's internationale doorbraak op jeugdniveau vond enkele maanden na zijn debuut op Challengerniveau plaats. Op het jeugdtoernooi van Roland Garros 2006 bereikte hij de kwartfinale. In het dubbelspel werd hij samen met Emiliano Massa, een Argentijn, grandslamkampioen op juniorenniveau – zonder ook maar een woord met elkaar te kunnen uitwisselen, want beiden spraken geen Engels. Het was de eerste keer dat een Japanner de juniorenversie van een grandslamtoernooi won. In 2006 en met name 2007 begon Nishikori naast jeugdtoernooien ook deel te nemen aan seniorentoernooien op Challengerniveau. In juni 2007 bereikte hij de finale in het ATP Challengertoernooi van Carson, waarin de Amerikaan Alex Bogomolov jr. hem versloeg (4–6, 3–6). In twee "Future"-toernooien, georganiseerd door de internationale tennisfederatie voor jonge talenten, bereikte Nishikori in deze jaren eveneens de finale: in oktober 2006 won hij het toernooi van Mazatlán in Mexico, en in Little Rock, Arkansas verloor hij de eindstrijd van de Amerikaanse belofte Donald Young. Met Young won hij wel het dubbelspel. In het grote Masterstoernooi van Miami maakte de zestienjarige Nishikori in maart 2007 zijn debuut; niet in het enkelspel, maar in het dubbelspel, waarvoor hij samen met Gustavo Kuerten een wildcard kreeg toegewezen. In twee sets verloren ze van het duo Coetzee–Hrbatý. In juli 2007 kwalificeerde Nishikori zich voor zijn eerste ATP-toernooi op het niveau van de ATP International Series – reguliere tennistoernooien, die bij een latere herstructurering van het toernooisysteem werden hernoemd naar ATP 250-toernooien. Op het toernooi van Los Angeles verloor hij van de Zuid-Afrikaan Wesley Moodie. Een week later kwalificeerde hij zich eveneens voor het toernooi van Indianapolis, waar Nishikori de kwartfinale bereikte. 2007 was het eerste jaar in zijn carrière dat hij op het hoogste niveau actief was; ook in de kwalificaties voor de US Open van dat jaar was hij actief, hoewel niet succesvol. Weliswaar plaatste Nishikori zich niet voor een van de grandslamtoernooien, maar hij was wel degelijk actief op Wimbledon 2007: namelijk als hitting partner van Roger Federer, op dat moment de nummer één van de wereld.

### Eerste ATP-titel en grandslamdeelnames
Nishikori had zich voor 2008 tot doel gesteld de mondiale top 100 te bereiken – hij had 2007 net binnen de top 300 afgesloten – en enkele toernooien op Challengerniveau te winnen. Nadat Nishikori in januari 2008 in de laatste kwalificatieronde voor het Challengertoernooi van Dallas verloor, ontbrak het hem zodanig aan zelfvertrouwen dat hij zijn team in eerste instantie weigerde de daaropvolgende week het ATP-toernooi van Delray Beach te spelen. Nishikori's begeleiders verzekerden hem echter dat de beste stap in zijn ontwikkeling zou zijn om zich nu op grotere ATP-toernooien te richten, en dus begon hij met tegenzin aan de kwalificaties voor het toernooi. Met drie opeenvolgende overwinningen plaatste Nishikori zich voor het hoofdtoernooi, waarin hij eveneens driemaal op rij won om de halve finale te bereiken. Daarin versloeg hij Sam Querrey, die als derde was geplaatst, na een beslissende tiebreak in de derde set (en overleefde vier matchpoints van de Amerikaan). In de finale verraste Nishikori, nummer 244 op de ATP-wereldranglijst, de toenmalige nummer twaalf van de wereld, de Amerikaan James Blake, en won hij in drie sets zijn eerste ATP-titel. Nishikori was de eerste Japanner in bijna zestien jaar tijd die een ATP-toernooi wist te winnen; daarnaast was hij pas een maand achttien jaar oud en daarmee de jongste toernooiwinnaar sinds Lleyton Hewitt in 1998, die bij zijn eerste toernooiwinst zestien jaar oud was.
Door zijn titelwinst steeg Nishikori meer dan honderd plaatsen op de ranglijst en naderde hij de top 100. Dat stelde hem in staat deel te nemen aan grotere toernooien, vaak ook zonder kwalificaties te hoeven spelen. Zo debuteerde hij in maart 2008 op het Masterstoernooi van Indian Wells. In twee sets verloor Nishikori van de Kroaat Marin Čilić (2–6, 4–6). Op het grastoernooi van Queen's bereikte hij de derde ronde, waarin hij voor het eerst tegenover Rafael Nadal stond. Het was Nishikori's eerste wedstrijd tegen een van de "Grote Vier". Nadal won de wedstrijd, maar Nishikori was in staat één set te winnen (4–6, 6–3, 3–6); na afloop gaf Nadal aan onder de indruk te zijn van het spel van Nishikori, en voorspelde hij hem – terecht – een toekomstige plaats in de "top 10 of zelfs top 5". De top 10 bereiken behoorde overigens ook tot Nishikori's persoonlijke doelstellingen. Twee weken na het toernooi van Queen's maakte Nishikori zijn grandslamdebuut in het enkelspel op Wimbledon 2008. In de eerste ronde speelde hij tegen de Fransman Marc Gicquel, maar na beide een set te hebben gewonnen moest Nishikori wegens een blessure opgeven. Hij herstelde van zijn blessure en maakte in augustus 2008 dankzij een wildcard zijn debuut op de Olympische Zomerspelen, die plaatsvonden in Beijing. In drie sets verloor Nishikori van de Duitser Rainer Schüttler.

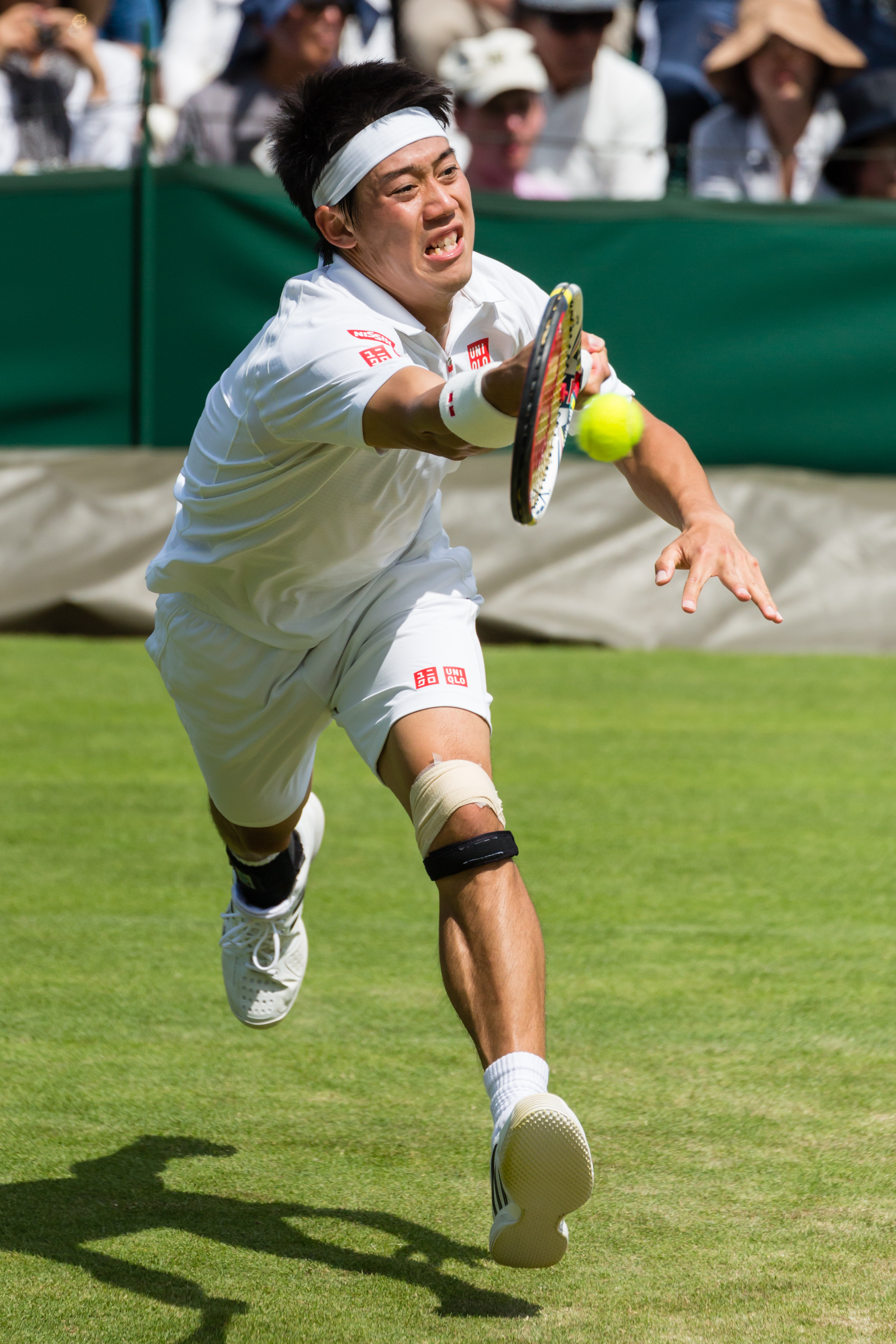
Nishikori strekt zich uit om de bal terug te spelen richting de Australiër Matthew Ebden. Tijdens Wimbledon 2013 bereikt hij de derde ronde, tot dat moment zijn beste resultaat.

Een week na zijn eerste deelname aan de Olympische Spelen nam Nishikori voor de eerste maal deel aan de US Open. Zijn plaats op de ranglijst (125e) was voldoende voor directe plaatsing. In zijn eerste rondewedstrijd versloeg hij de geplaatste speler Juan Mónaco, wat zijn eerste overwinning op grandslamniveau betekende. De Kroaat Karanušić gaf in Nishikori's tweede wedstrijd na twee verloren sets op, waardoor Nishikori de kans kreeg te spelen tegen de toenmalige nummer vier van de wereld, David Ferrer. Nishikori won de eerste twee sets, gevolgd door twee sets die de kant van Ferrer opvielen; de vijfde en beslissende set werd gewonnen door Nishikori (7–5). De winst betekende Nishikori's eerste overwinning op een top 10-speler, de eerste vierde ronde op de US Open voor een Japanse tennisser sinds Jiro Yamagishi in 1937, de jongste achtste finalist in tien jaar tijd (Nishikori was op het moment van spelen achttien jaar oud) en een van de grootste verrassingen van het gehele toernooi. In de vierde ronde verloor Nishikori in drie sets van Juan Martín del Potro. In oktober 2008 bereikte hij op het ATP-toernooi van Stockholm de halve finale, die hij verloor van Robin Söderling na het oplopen van een knieblessure (1–6, 0–6). De blessure beëindigde Nishikori's seizoen, waarin hij een winst-verliesbalans had van 16–12 en op de ranglijst steeg van de 289ste naar de 64ste positie.

### Eerste blessureleed in 2009
In de eerste maanden van 2009 draaide Nishikori mee op de ATP World Tour. Op zijn eerste Australian Open verloor hij in drie sets van de Oostenrijkse speler Melzer. Kort na zijn deelname aan het toernooi van Indian Wells in maart 2009, waarin hij zijn eerste rondewedstrijd verloor van Ivan Ljubičić, werd Nishikori verkozen tot ATP's "Nieuwkomer van het Jaar 2008", als opvolger van Jo-Wilfried Tsonga. Door het oplopen van een blessure aan zijn elleboog speelde Nishikori na Indian Wells geen toernooien meer in de rest van 2009. In augustus 2009 onderging hij een operatie, en in december keerde hij terug op de trainingsbaan.
In het ATP-seizoen 2010 keerde Nishikori terug, deels op het hoogste ATP-niveau en deels op Challengerniveau. In mei 2010 won hij twee Challengertoernooien op rij. Een week na zijn tweede titel maakte Nishikori zijn debuut op Roland Garros. In zijn eerste rondewedstrijd kwam hij terug van een 0–2 achterstand in sets om uiteindelijk in vijf sets te winnen van de Colombiaan Santiago Giraldo (2–6, 4–6, 7–6, 6–2, 6–4). Hij verloor zijn volgende wedstrijd van de als derde geplaatste Novak Đoković. Van de organisatie van Wimbledon kreeg Nishikori in juni 2010 een wildcard toegewezen. Zijn eerste rondepartij verloor hij van de nummer twee van de plaatsingslijst en uiteindelijke kampioen, Nadal. In tegenstelling tot zijn eerste ontmoeting met Nadal wist Nishikori nu geen sets te winnen. Op zijn derde grandslamtoernooi van het jaar, de US Open 2010, versloeg Nishikori in de tweede ronde de Kroaat Marin Čilić, op dat moment net geen top 10-speler. De wedstrijd duurde bijna vijf uur. Twee dagen later was hij tegen Albert Montañés genoodzaakt na één set op te geven vanwege een liesblessure. In november 2010 won Nishikori zijn vierde Challengertoernooi van het jaar, voor de tweede maal op rij door in de finale de Amerikaan Kendrick te verslaan. Hij verloor gedurende het gehele toernooi geen set. Na het blessurejaar 2009 sloot Nishikori 2010 voor het eerst weer af met een plaats in de top 100; hij zou de top 100 vervolgens niet meer verlaten.

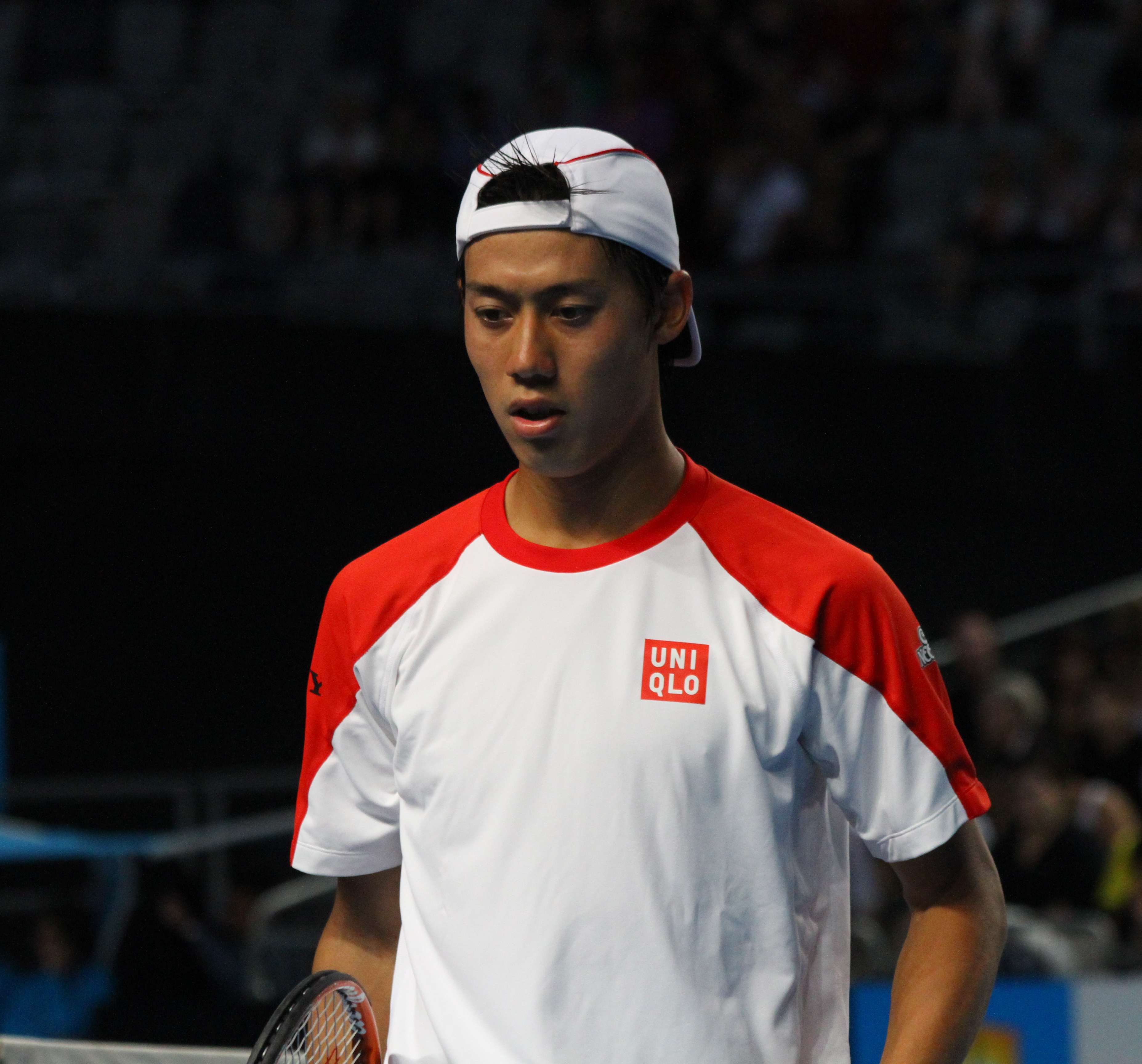
Nishikori op de Australian Open 2011, waar hij in de derde ronde verloor van Fernando Verdasco (2–6, 4–6, 3–6).

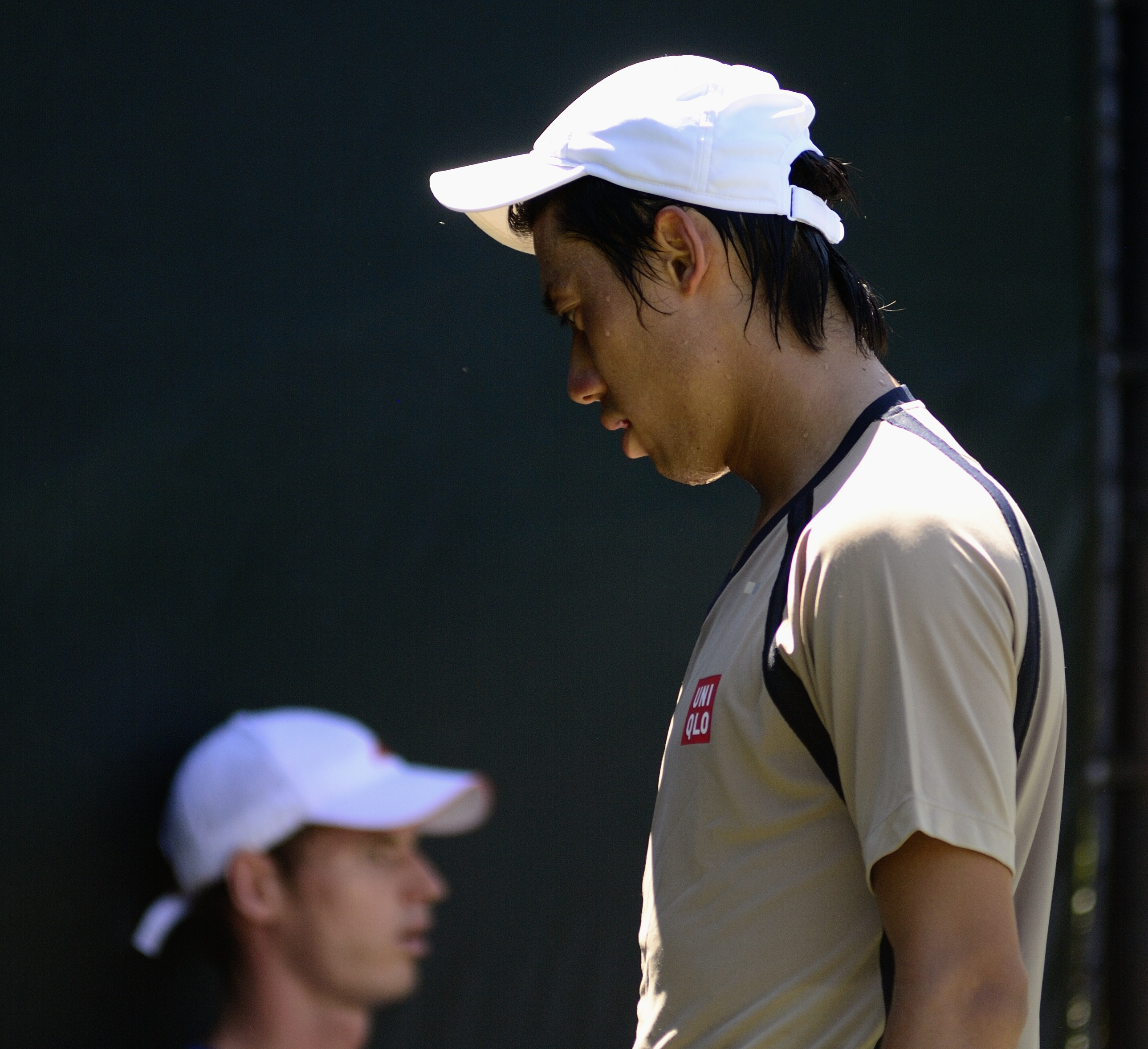
Gelijktijdig met Andy Murray (achtergrond) traint Nishikori tijdens het ATP-toernooi van Miami 2012.

### Debuut in de tweede grandslamweek
Nishikori steeg de daaropvolgende seizoenen snel op de ATP-ranglijst. Bij de Australian Open van 2011 bereikte hij voor het eerst de derde ronde. Nishikori nam in 2011 voor het eerst meermaals deel aan toernooien op ATP World Tour Masters 1000-niveau. Op het ATP-toernooi van Miami 2011 won hij voor het eerst een wedstrijd op dit niveau, in een partij tegen Jérémy Chardy. In de week na het toernooi in Miami bereikte Nishikori zijn tweede ATP-finale, bij het toernooi van Houston. Hij verloor van de Amerikaan Ryan Sweeting. Zijn doorbraak op het ATP Masters-niveau – het op een na hoogste niveau in het mannentennis – volgde bij het toernooi van Shanghai later in het jaar, toen Nishikori de laatste vier bereikte. In zijn eerste ronde versloeg hij de Nederlander Robin Haase, na de eerste set met een bagel te hebben verloren; in de volgende ronde won hij van Jo-Wilfried Tsonga, zijn tweede overwinning op een top 10-speler; in de kwartfinale versloeg Nishikori de Oekraïner Oleksandr Dolgopolov. In de halve finale verloor hij van de Britse speler Andy Murray (3–6, 0–6). Na het toernooi steeg Nishikori naar de dertigste plaats op de wereldranglijst van de ATP, waarmee hij de hoogstgeklasseerde Japanner sinds de invoering van de ATP World Tour Rankings in 1973 is. In november 2011 bereikte Nishikori zijn tweede ATP-finale in Bazel, waar hij als speler met wildcard werd toegelaten in het hoofdtoernooi. In de eerste ronde versloeg hij wederom een top 10-speler, Tomáš Berdych, maar voor Nishikori volgde het hoogtepunt van zijn toernooi in de halve finale: daarin won hij van de toenmalige nummer één van de wereld, Đoković. De derde en beslissende set won hij met 6–0. In de tweede set had de Serviër nog op een 5–4, 0–30 stand gestaan en was dus twee punten van de winst verwijderd geweest. Nishikori was de tweede speler die gedurende het seizoen 2011 Đoković wist te verslaan, na Roger Federer. Federer won vervolgens van Nishikori in de finale van Bazel. Desondanks sloot de Japanner het seizoen af als nummer 25 op de ATP-ranglijst, waarmee hij zich voor het eerst verzekerde van een geplaatste positie bij het volgende grandslamtoernooi.
Op de Australian Open 2012 maakte Nishikori zijn debuut in de tweede week van een grandslamtoernooi. In de vierde ronde van het toernooi won hij voor de tweede maal op rij van de top 10-speler Tsonga, nu in een vijfsetter. Andy Murray versloeg Nishikori vervolgens in de kwartfinale in drie sets. Nishikori was de eerste Japanner in tachtig jaar tijd die de kwartfinale bij de mannen bereikte – Kimiko Date zorgde in de jaren 90 overigens wel voor meervoudig grandslamsucces bij de vrouwen, met drie halve finales op drie verschillende grandslamtoernooien. Op Wimbledon 2012 verbeterde Nishikori zijn eerdere resultaten door de derde ronde te bereiken, waarin hij verloor van Del Potro. Op zijn tweede Olympische Spelen, nu als geplaatste speler, won hij in de derde ronde van de als vierde geplaatste Ferrer, hun tweede ontmoeting sinds de partij op de US Open die in vijf sets naar Nishikori ging; in de kwartfinale verloor Nishikori wederom van de Argentijn Del Potro. In het najaar van 2012 won Nishikori zijn tweede ATP-titel. Op het toernooi van Tokio versloeg hij Milos Raonic in de finale tijdens hun eerste onderlinge ontmoeting (7–6, 3–6, 6–0). Niet eerder won een Japanner het toernooi in eigen land, georganiseerd sinds 1973. Mede door zijn titelwinst steeg Nishikori naar de vijftiende plaats op de wereldranglijst.

### Grandslamfinale en binnenkomst in top 10
Begin 2013 bereikte Nishikori voor de tweede maal op rij de laatste zestien bij de Australian Open, een prestatie die hij in de daaropvolgende vier jaar zou evenaren. Een maand later won hij zonder setverlies zijn derde ATP-titel in Memphis. In mei 2013 bereikte Nishikori voor de tweede maal in zijn carrière de laatste acht in een Masters 1000-toernooi. Op het toernooi van Madrid versloeg hij titelverdediger Roger Federer in hun tweede onderlinge ontmoeting na de finale in Bazel, twee jaar eerder. De wildcardspeler Pablo Andújar versloeg Nishikori vervolgens in de kwartfinale. Door het behalen van de vierde ronde in zowel de Australian Open als op Roland Garros – Nishikori verloor van uiteindelijke winnaar Nadal – en zijn titelwinst en kwartfinaleplaats in Madrid steeg Nishikori in juni 2013 naar de elfde positie op de ATP-ranglijst, zijn hoogste notering tot op dat moment. Na afloop van het seizoen 2013 maakte Kei Nishikori bekend dat Michael Chang in het volgende seizoen zou fungeren als zijn nieuwe coach. De primaire doelstelling daarbij was het bereiken van de mondiale top 10. Na het toevoegen van Chang aan zijn team van begeleiders stegen Nishikori's prestaties gestaag, met name in het tennisseizoen 2014.

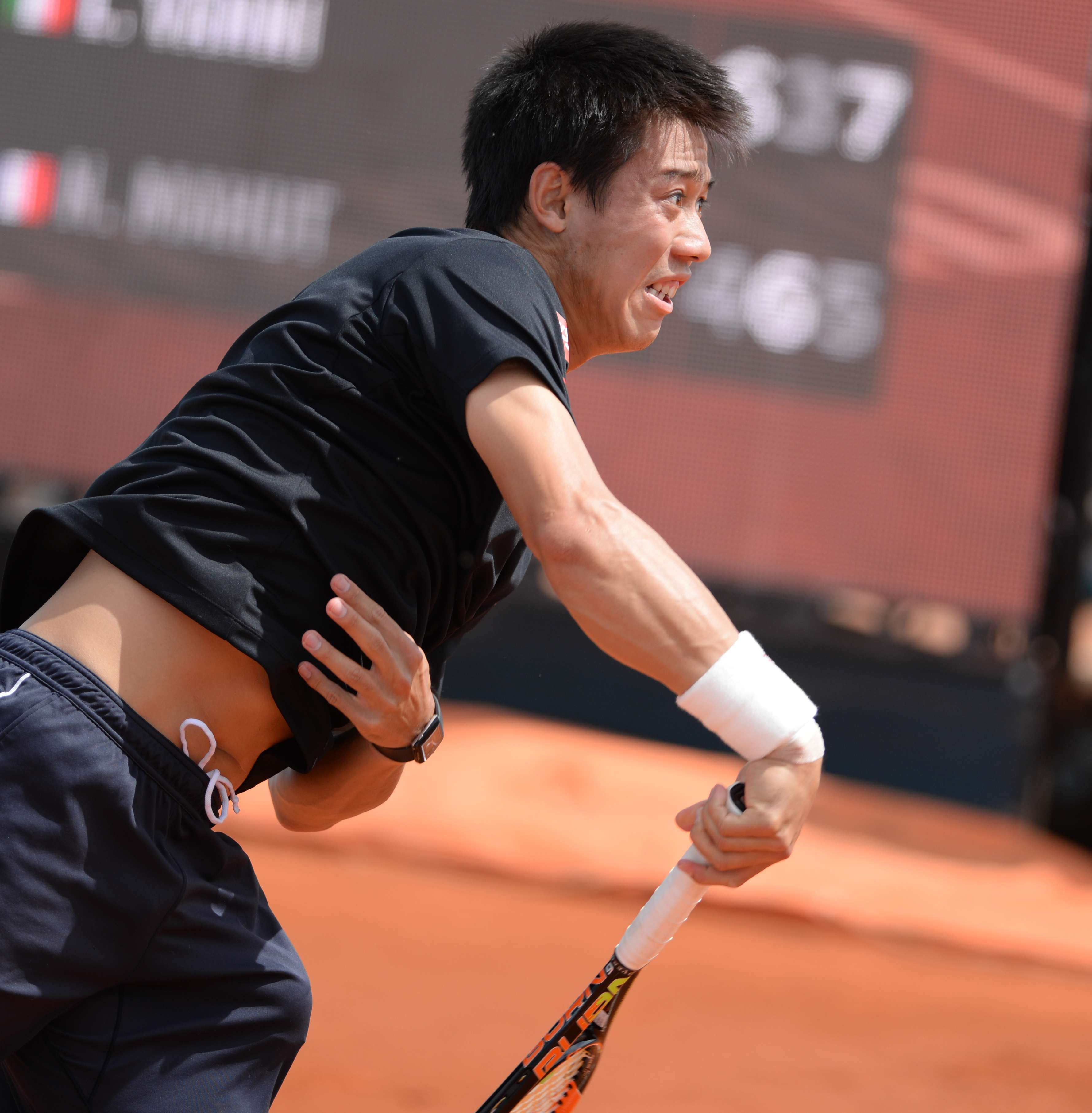
Kei Nishikori voltooit zijn opslag in een wedstrijd op de Mutua Madrid Open 2015.

Nadat Nishikori in januari 2014 wederom de vierde ronde van de Australian Open bereikte, verdedigde hij in Memphis met succes zijn titel. Als als eerste geplaatste speler won hij van de Kroaat Ivo Karlović in twee sets (6–5, 7–6). Op het Masters 1000-toernooi van Miami versloeg Nishikori in de derde ronde de Bulgaar Grigor Dimitrov in hun tweede onderlinge ontmoeting; een ronde later won hij – wederom – van David Ferrer, door in de derde set de tiebreak met 9–7 te winnen. Ferrer wist vier matchpoints niet te benutten. In de kwartfinale trof Nishikori nummer vijf van de wereld Roger Federer, en net als een jaar eerder in Madrid was hij de winnaar. In drie sets versloeg hij Federer, die met name in zijn eigen servicegames tekortschoot (3–6, 7–5, 6–4). Tijdens de wedstrijd speelde bij Nishikori een liesblessure weer op, echter, en hij was genoodzaakt een walk-over te geven aan zijn opponent in de halve finale, Novak Đoković. In april keerde hij terug in het circuit en won hij direct zijn derde titel op ATP 500-niveau. In Barcelona verloor hij alleen in zijn eerste partij tegen de Spanjaard Roberto Bautista Agut een set; in de finale won Nishikori van de ongeplaatste speler Santiago Giraldo (6–2, 6–2). Het was zijn eerste titel op gravel. Hij vervolgde zijn gravelseizoen met zijn eerste finaleplaats op Masters 1000-niveau in Madrid. In de eindstrijd moest Nishikori in de derde set opgeven met een blessure in zijn onderrug, waarmee een einde kwam aan een zegereeks van veertien overwinningen. Op 11 mei bereikte hij de top 10: hij steeg van de twaalfde naar de negende positie. Nishikori was daarmee de eerste mannelijke Japanse tennisser die de top 10 van de ATP-ranglijst bereikte en de eerste Aziatische tennisser sinds de Thai Paradorn Srichaphan, tien jaar eerder. De Japanner sloot het gravelseizoen desondanks af met een nederlaag in de eerste ronde van Roland Garros, waar hij als negende geplaatst was. Martin Kližan won in drie sets.
Nishikori, inmiddels acht jaar actief op het hoogste niveau van het mannentennis, behaalde in september 2014 het beste resultaat uit zijn carrière. Op de US Open was hij als tiende geplaatst, nadat hij in de zomer anderhalve maand geblesseerd was uitgeschakeld; hij begon zijn toernooi tegen wildcardspeler Wayne Odesnik, die hij in drie sets versloeg. Ook in zijn volgende twee wedstrijden verloor Nishikori geen set. In de vierde ronde – een evenaring van zijn beste resultaat, behaald in 2008 – trof hij de Canadees Milos Raonic, de nummer zes van de wereld. De partij werd een vijfsetter van ruim vier uur, die tot half drie 's nachts duurde, en evenaarde daarmee het record van twee eerdere wedstrijden op de US Open. In de kwartfinale versloeg Nishikori Stanislas Wawrinka, van wie hij nog nooit eerder won. De wedstrijd was van vergelijkbare lengte met zijn overwinning op Raonic. In tegenstelling tot Mats Wilander en Philipp Kohlschreiber, de winnaars van de eerdere partijen die om half drie eindigden, wist Nishikori wél een set te winnen in zijn vervolgwedstrijd: net als in zijn duel tegen Raonic won hij tegen Wawrinka de vijfde set met 6–4. In de halve finale won Nishikori voor de tweede keer in zijn carrière van de nummer één van de wereld, en dat was wederom Novak Đoković. Hij won in vier sets (6–4, 1–6, 7–6, 6–3). Nishikori was met zijn overwinning de eerste Aziatische man die een grandslamfinale bereikte. Marin Čilić, die in de andere halve finale Roger Federer had verslagen, was de andere finalist – en net als Kei Nishikori debutant in een grandslamfinale. Čilić won uiteindelijk in drie sets (3–6, 3–6, 3–6). Nishikori kwam gedurende de finale niet in zijn spel, en Čilić was meer in staat druk uit te oefenen op de opslag van Nishikori. Na de finale steeg Nishikori naar de achtste plaats op de ATP-ranglijst. Een maand later won hij voor de tweede maal het ATP-toernooi van Tokio, door in de finale de Canadees Raonic te verslaan. Twee weken later verzekerde Nishikori zich van een plaats in de ATP World Tour Finals door de halve finale te bereiken van het Masters 1000-toernooi van Parijs: daardoor was hij begin november de nieuwe nummer vijf van de wereld. Niet eerder nam een Aziaat deel aan het enkelspel in de ATP World Tour Finals. Bij de Tour Finals versloeg hij Andy Murray en David Ferrer, alvorens in de halve finale van Roger Federer te verliezen.

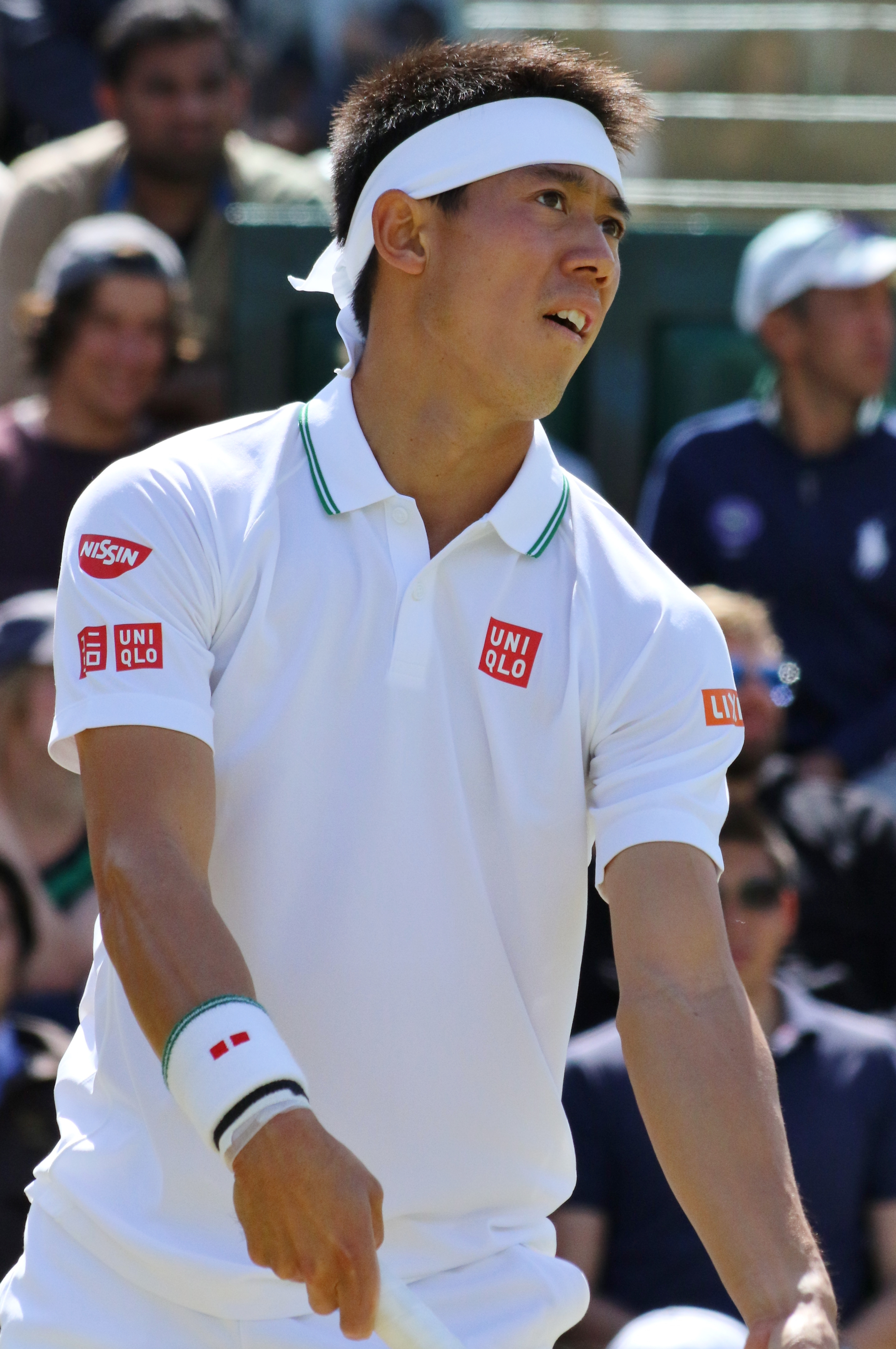
Nishikori in zijn gewonnen derde rondewedstrijd tegen de Rus Andrej Koeznetsov op Wimbledon 2016. In zijn volgende wedstrijd tegen Čilić gaf hij geblesseerd op.

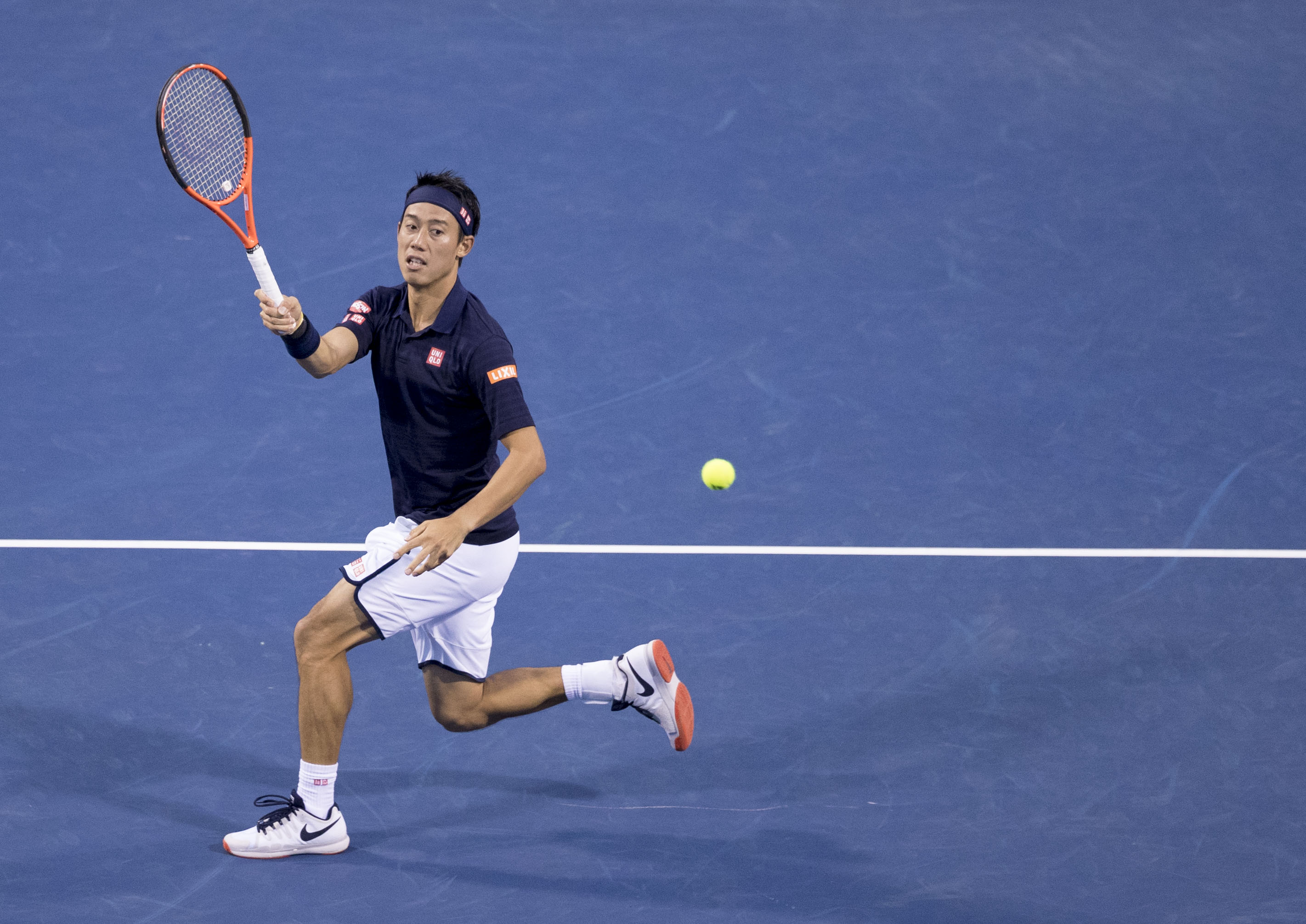
Alexander Zverev verslaat Nishikori in de halve finale van het toernooi van Washington in 2017 (3–6, 4–6). Het was de eerste onderlinge ontmoeting.

### Blessures en finaleplaatsen in recente jaren
In 2015 handhaafde Kei Nishikori zich in de mondiale top 10. In het voorjaar bereikte hij opnieuw de kwartfinale van de Australian Open, waarin hij verloor van Stanislas Wawrinka. In februari 2015 won hij voor het derde jaar op rij het ATP-toernooi van Memphis. In de finale versloeg hij de Zuid-Afrikaan Kevin Anderson. Ook in 2016 won hij het toernooi. Gedurende het gravelseizoen prolongeerde Nishikori zijn titel in Barcelona: in twee sets versloeg hij Pablo Andújar. In de negen jaar vóór Nishikori's eerste titel in Barcelona won Nadal achtmaal het toernooi. Nishikori wist nu ook meer dan eenmaal te winnen. In het verdere verloop van het gravelseizoen bereikte Nishikori de halve finale in Madrid, waarin hij verloor van latere kampioen Andy Murray, en zijn eerste kwartfinale op Roland Garros. In zijn eerste elf toernooien van het seizoen bereikte Nishikori tien keer de kwartfinale. Op de US Open verdedigde Nishikori zijn finaleplaats van 2014. Benoît Paire versloeg hem echter in de eerste ronde. Het was voor het eerst sinds 1991 (Andre Agassi) dat een US Open-finalist het volgende jaar zijn eerste rondewedstrijd verloor.
Het seizoen 2016 kenmerkte zich voor Nishikori – wederom – met name door verschillende blessures, waardoor hij onder andere geblesseerd opgaf in de vierde ronde van Wimbledon, afhaakte in het prestigieuze grastoernooi van Halle, het ATP 500-toernooi van Tokio in eigen land en het Masterstoernooi van Shanghai. Toch sloot Nishikori het seizoen opnieuw als nummer vijf van de wereld. In januari 2016 bereikte hij voor de derde maal de kwartfinale van de Australian Open. Hij boekte tijdens de "Sunshine Double" zijn beste resultaten tot nog toe. In Miami bereikte hij zijn tweede finale op Masters 1000-niveau; hij verloor van Novak Đoković, tweemaal 3–6. Ook op het hardcourt in juli bereikte hij een Masters 1000-finale in Toronto. Đoković was wederom te sterk. In augustus nam Nishikori voor de derde maal deel aan het tennistoernooi van de Olympische Zomerspelen. In Rio de Janeiro verloor hij weliswaar de halve finale van titelverdediger Murray, maar in de troostfinale versloeg hij Nadal (6–2, 6–7, 6–3) in de strijd om de bronzen medaille. Het was de eerste olympische tennismedaille voor Japan in bijna honderd jaar tijd. Het was een van de 41 medailles die de Japanse olympische ploeg won gedurende de spelen van 2016. Twee weken na de Spelen volgde de US Open 2016. Nishikori boekte drie overwinningen in vier sets op rij – tegen Benjamin Becker, Karen Chatsjanov en Nicolas Mahut – alvorens Karlović in drie sets te verslaan. In de kwartfinale won Nishikori voor het eerst sinds de ATP Finals van de nummer twee van de wereld, Andy Murray, na de verloren olympische halve finale enkele weken eerder. In de bijna vier uur durende partij, gespeeld over vijf sets, werd zeventien keer de service gebroken. De overwinning in de vijfde set kwam overeen met de statistiek: van alle spelers in het open tijdperk is Nishikori de speler met de beste winstbalans in wedstrijden die naar een beslissende set gaan. Na de US Open 2016 was zijn balans 96–26.
Nishikori bereikte in zijn eerste drie Masterstoernooien van 2017 de kwartfinale. Ook op Roland Garros bereikte hij de kwartfinale, een evenaring van zijn beste resultaat in 2015. In de vierde ronde versloeg hij de Spanjaard Fernando Verdasco: nadat hij de eerste set verloor met 0–6 won hij drie sets op rij, de laatste set zelf met 6–0. Net als in zijn eerdere gewonnen partij tegen Chung Hyeon oogde Nishikori in de partij tegen Verdasco echter niet fit. In de kwartfinale werd hij verslagen door Murray. De kwartfinaleplaats in Parijs was Nishikori's laatste serieuze wapenfeit van het seizoen: in augustus gaf hij aan de rest van het seizoen niet meer in actie te kunnen komen door zowel een pols- als een peesblessure. Door zijn absentie zakte Nishikori naar de 22ste plaats op de ATP-ranglijst, zijn laagste positie sinds januari 2012.

### Terugkeer naar Challengerniveau in 2018
Na vijf maanden was Kei Nishikorie voldoende hersteld van zijn blessures om zijn comeback te maken in het professionele tennis. Hij besloot in januari 2018 niet terug te keren naar de Australian Open, waar hij een plaats in de vierde ronde verdedigde, maar koos voor een nieuw Challengertoernooi in Newport Beach (Verenigde Staten). In het toernooi verloor hij zijn eerste rondewedstrijd van Dennis Novikov. Een week later speelde hij nog een Challengertoernooi, nu in Texas; deze won hij. Hij versloeg Mackenzie McDonald in twee sets. In februari keerde Nishikori terug op de ATP World Tour in het nieuwe toernooi van New York, wat voorheen het door Nishikori viermaal gewonnen toernooi van Memphis was. Hij verloor in de halve finale van de als eerste geplaatste Kevin Anderson. Tijdens het gravelseizoen keerde Nishikori voor het eerst sinds 2012 terug naar het graveltoernooi van Monte Carlo om zo meer wedstrijdritme op te doen. Hij was inmiddels geen geplaatste speler meer door zijn lagere plaats op de ranglijst (begin april was hij gezakt naar plaats 39 op de ranglijst, waardoor hij voor het eerst sinds 2011 niet meer de nummer een van het Aziatische mannentennis was, nu de Koreaan Chung hoger stond) en kreeg daardoor een zwaardere loting. Desondanks boekte de Japanner twee top 5-overwinningen op weg naar de finale, op zowel de nummer twee Čilić als de nummer drie, Zverev. Hij behaalde zijn vierde finaleplaats op Masters 1000-niveau, die hij verloor van elfvoudig toernooiwinnaar Rafael Nadal (3–6, 2–6). Na twee gemiste grandslamtoernooien nam Nishikori deel aan Roland Garros 2018. In de vierde ronde verloor hij van de Oostenrijkse gravelspecialist Dominic Thiem in vier sets. In juli behaalde Nishikori, ondanks nog enkele blessureklachten, zijn beste resultaat op Wimbledon. Hij versloeg onder anderen Nick Kyrgios in drie sets – Nishikori noemde het de beste graswedstrijd uit zijn carrière – en in de vierde ronde Ernests Gulbis in vier sets; in de kwartfinale was de uiteindelijke kampioen Đoković te sterk. Door zijn kwartfinaleplaats in Londen had Nishikori nu op alle grandslamtoernooien de laatste acht bereikt. Hij is de eerste Japanse (mannelijke) tennisser die dat bereikte.
Na het grasseizoen steeg Nishikori door op de ATP-ranglijst. In september haalde hij voor de derde maal in vijf jaar de halve finales van de US Open. In de kwartfinale versloeg hij in vijf sets toptienspeler Marin Čilić, van wie hij in 2014 de finale verloor. Daarmee was hij de tweede Japanner die de halve finales van de US Open 2018 bereikte, na uiteindelijke winnares bij de vrouwen Naomi Osaka. In de halve finale verloor Nishikori wederom van de Serviër Đoković, die voor de veertiende maal op rij won van Nishikori.
In oktober 2018 verloor Nishikori de finale van het ATP 500-toernooi van Wenen. Hij werd verslagen door Kevin Anderson in twee sets (3–6, 6–7), die daarmee de eerste Zuid-Afrikaan in decennia werd die zich wist te plaatsen voor de ATP Finals. Door zijn finaleplaats maakte Nishikori zelf ook nog kans op plaatsing. Nishikori's finaleplaats betekende ook zijn negende verlies in een ATP-finale op rij, een reeks die begon in 2016.

### Titelwinst in voorjaar 2019
Nishikori rekende in de eerste week van het ATP-seizoen 2019 af met zijn "finalesyndroom" door het ATP-toernooi van Brisbane te winnen. In de finale versloeg hij de Rus Daniil Medvedev, nadat hij eerder won van onder meer Grigor Dimitrov. Nishikori stelde een terugkeer in de mondiale top vijf als doel voor de rest van het seizoen. Op de Australian Open in januari 2019 bereikte hij voor de vierde maal de kwartfinales, nadat hij drie vijfsetters speelde. In de vierde ronde versloeg Nishikori Pablo Carreño Busta in een tiebreak vijfde set, nadat de Spanjaard de eerste twee sets won. Voor het derde grandslamtoernooi op rij werd Nishikori verslagen door Đoković, nadat hij geblesseerd moest opgeven.

## Palmares

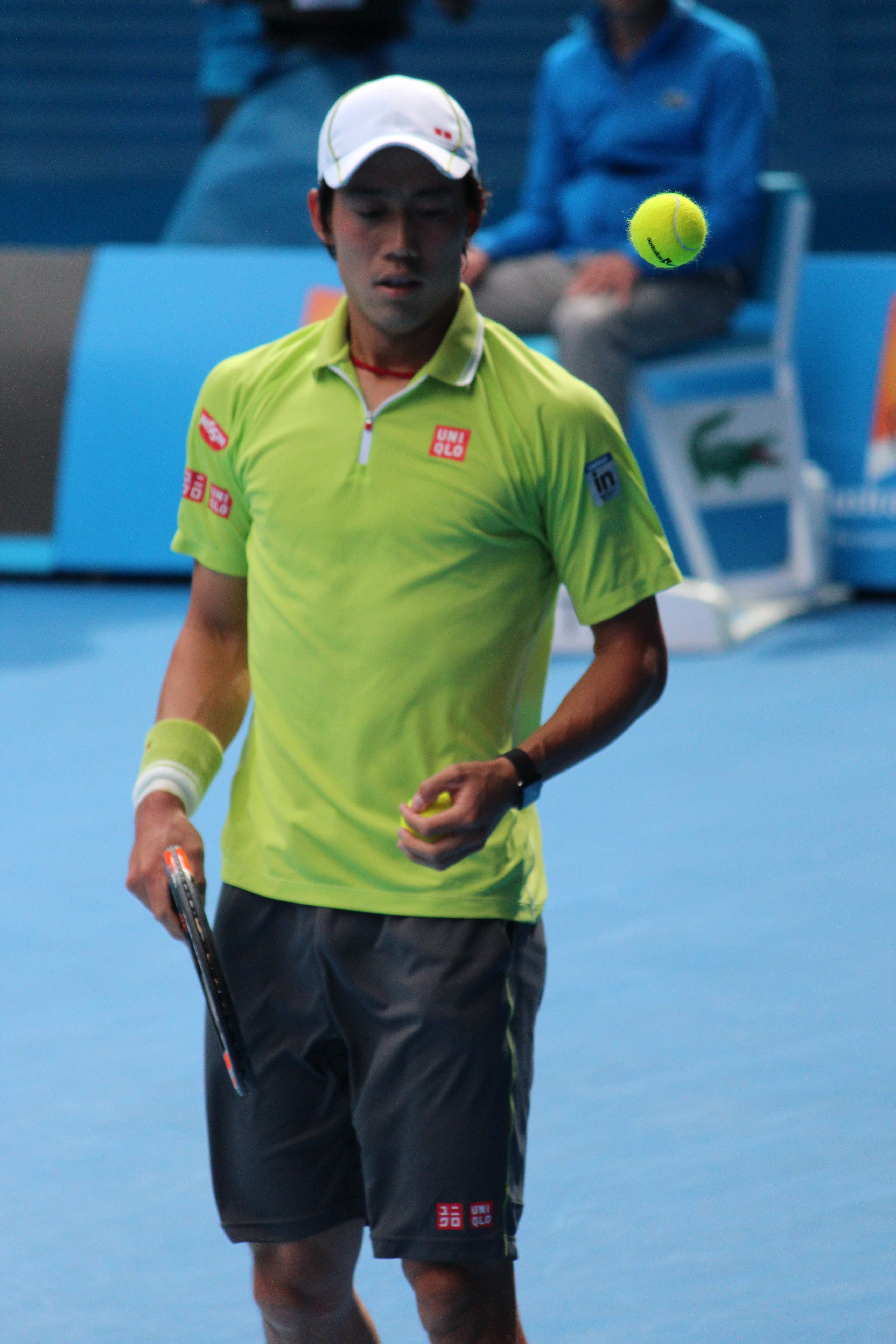
Kei Nishikori bereidt zich voor op zijn service in de vierde rondewedstrijd op de Australian Open 2015 tegen de Spanjaard David Ferrer (driemaal 6–3).

| Legenda                       | Legenda               |
| ----------------------------- | --------------------- |
| Grand Slam                    |                       |
| Olympische Spelen             |                       |
| tot 2009                      | vanaf 2009            |
| Tennis Masters Cup            | ATP Finals            |
| ATP Masters Series            | ATP Tour Masters 1000 |
| ATP International Series Gold | ATP Tour 500          |
| ATP International Series      | ATP Tour 250          |

### Enkelspel (12 titels, 14 runner-ups)
| №                    | datum             | toernooi          | ondergrond    | tegenstander in finale | score            | details |
| -------------------- | ----------------- | ----------------- | ------------- | ---------------------- | ---------------- | ------- |
| gewonnen finales     |                   |                   |               |                        |                  |         |
| 1.                   | 17 februari 2008  | ATP Delray Beach  | hardcourt     | James Blake            | 3-6, 6-1, 6-4    | Details |
| 2.                   | 7 oktober 2012    | ATP Tokio (1)     | hardcourt     | Milos Raonic           | 7-6(5), 3-6, 6-0 | Details |
| 3.                   | 24 februari 2013  | ATP Memphis (1)   | hardcourt (i) | Feliciano López        | 6-2, 6-3         | Details |
| 4.                   | 16 februari 2014  | ATP Memphis (2)   | hardcourt (i) | Ivo Karlović           | 6-4, 7-6(0)      | Details |
| 5.                   | 27 april 2014     | ATP Barcelona (1) | gravel        | Santiago Giraldo       | 6-2, 6-2         | Details |
| 6.                   | 28 september 2014 | ATP Kuala Lumpur  | hardcourt (i) | Julien Benneteau       | 7-6(4), 6-4      | Details |
| 7.                   | 5 oktober 2014    | ATP Tokio (2)     | hardcourt     | Milos Raonic           | 7-6(5), 4-6, 6-4 | Details |
| 8.                   | 15 februari 2015  | ATP Memphis (3)   | hardcourt (i) | Kevin Anderson         | 6-4, 6-4         | Details |
| 9.                   | 26 april 2015     | ATP Barcelona (2) | gravel        | Pablo Andújar          | 6-4, 6-4         | Details |
| 10.                  | 9 augustus 2015   | ATP Washington    | hardcourt     | John Isner             | 4-6, 6-4, 6-4    | Details |
| 11.                  | 14 februari 2016  | ATP Memphis (4)   | hardcourt (i) | Taylor Fritz           | 6-4, 6-4         | Details |
| 12.                  | 6 januari 2019    | ATP Brisbane      | hardcourt     | Daniil Medvedev        | 6-4, 3-6, 6-2    | Details |
| verloren finales     |                   |                   |               |                        |                  |         |
| 1.                   | 10 april 2011     | ATP Houston       | gravel        | Ryan Sweeting          | 4-6, 6-7(3)      | Details |
| 2.                   | 6 november 2011   | ATP Bazel         | hardcourt (i) | Roger Federer          | 3-6, 1-6         | Details |
| 3.                   | 11 mei 2014       | ATP Madrid        | gravel        | Rafael Nadal           | 6-2, 4-6, 0-3 r  | Details |
| 4.                   | 8 september 2014  | US Open           | hardcourt     | Marin Čilić            | 3-6, 3-6, 3-6    | Details |
| 5.                   | 28 februari 2015  | ATP Acapulco      | hardcourt     | David Ferrer           | 3-6, 5-7         | Details |
| 6.                   | 3 april 2016      | ATP Miami         | hardcourt     | Novak Đoković          | 3-6, 3-6         | Details |
| 7.                   | 24 april 2016     | ATP Barcelona     | gravel        | Rafael Nadal           | 4-6, 5-7         | Details |
| 8.                   | 31 juli 2016      | ATP Toronto       | hardcourt     | Novak Đoković          | 3-6, 5-7         | Details |
| 9.                   | 30 oktober 2016   | ATP Bazel         | hardcourt (i) | Marin Čilić            | 1-6, 6-7(5)      | Details |
| 10.                  | 8 januari 2017    | ATP Brisbane      | hardcourt     | Grigor Dimitrov        | 2-6, 6-2, 3-6    | Details |
| 11.                  | 19 februari 2017  | ATP Buenos Aires  | gravel        | Oleksandr Dolgopolov   | 6-7(4), 4-6      | Details |
| 12.                  | 22 april 2018     | ATP Monte Carlo   | gravel        | Rafael Nadal           | 3-6, 2-6         | Details |
| 13.                  | 7 oktober 2018    | ATP Tokio         | hardcourt     | Daniil Medvedev        | 2-6, 4-6         | Details |
| 14.                  | 28 oktober 2018   | ATP Wenen         | Hardcourt (i) | Kevin Anderson         | 3-6, 6-7(3)      | Details |
| gewonnen challengers |                   |                   |               |                        |                  |         |
| 1.                   | 21 april 2008     | Bermuda           | gravel        | Viktor Troicki         | 2-6, 7-5, 7-6(5) | n.v.t.  |
| 2.                   | 9 mei 2010        | Savannah          | gravel        | Ryan Sweeting          | 6-4, 6-0         | n.v.t.  |
| 3.                   | 16 mei 2010       | Sarasota          | gravel        | Brian Dabul            | 2-6, 6-3, 6-4    | n.v.t.  |
| 4.                   | 15 augustus 2010  | Binghamton        | hardcourt     | Robert Kendrick        | 6-3, 7-6(4)      | n.v.t.  |
| 5.                   | 14 november 2010  | Knoxville         | hardcourt (i) | Robert Kendrick        | 6-1, 6-4         | n.v.t.  |
| 6.                   | 4 februari 2018   | Dallas            | hardcourt (i) | Mackenzie McDonald     | 6-1, 6-4         | n.v.t.  |

### Dubbelspel (1 runner-up)
| №                    | datum           | toernooi     | ondergrond | partner              | tegenstander in finale          | score       | details |
| -------------------- | --------------- | ------------ | ---------- | -------------------- | ------------------------------- | ----------- | ------- |
| verloren finales     |                 |              |            |                      |                                 |             |         |
| 1.                   | 11 januari 2015 | ATP Brisbane | hardcourt  | Oleksandr Dolgopolov | Jamie Murray John Peers         | 3-6, 6-7(4) | details |
| gewonnen challengers |                 |              |            |                      |                                 |             |         |
| 1.                   | 26 mei 2008     | İzmir        | gravel     | Jesse Levine         | Nathan Thompson Danai Udomchoke | 6-1, 7-5    | n.v.t.  |

## Resultaten grote toernooien

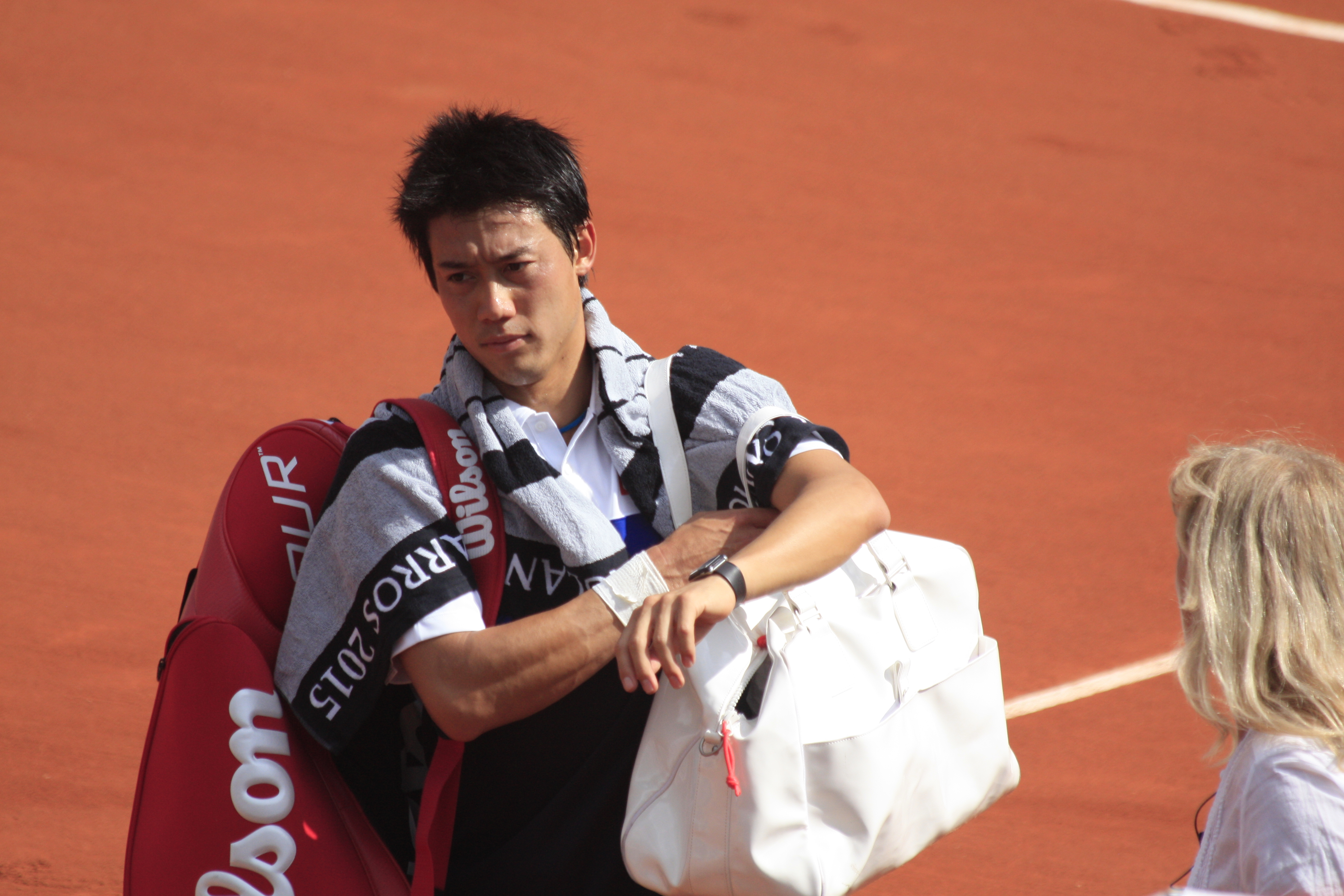
Na afloop van zijn overwinning op wildcardspeler Paul-Henri Mathieu verlaat Nishikori de baan tijdens de eerste ronde van Roland Garros 2015. In 2015 eindigde Nishikori voor het eerst bij de laatste acht op het grandslamtoernooi van Parijs.

| Legenda | Legenda                          |
| ------- | -------------------------------- |
| g.t.    | geen toernooi gehouden           |
| l.c.    | lagere categorie                 |
| –       | niet deelgenomen                 |
| G       | uitgeschakeld in de groepsfase   |
| 1R      | uitgeschakeld in de eerste ronde |
| 2R      | uitgeschakeld in de tweede ronde |
| 3R      | uitgeschakeld in de derde ronde  |
| 4R      | uitgeschakeld in de vierde ronde |
| KF      | uitgeschakeld in de kwartfinale  |
| HF      | uitgeschakeld in de halve finale |
| F       | de finale verloren               |
| W       | het toernooi gewonnen            |
| w-v     | winst/verlies-balans             |

### Enkelspel
| toernooi             | 2008 | 2009 | 2010 | 2011 | 2012 | 2013 | 2014 | 2015 | 2016 | 2017 | 2018 | 2019 | 2020 | 2021 |
| -------------------- | ---- | ---- | ---- | ---- | ---- | ---- | ---- | ---- | ---- | ---- | ---- | ---- | ---- | ---- |
| grandslamtoernooien  |      |      |      |      |      |      |      |      |      |      |      |      |      |      |
| Australian Open      | –    | 1R   | –    | 3R   | KF   | 4R   | 4R   | KF   | KF   | 4R   | –    | KF   | –    | 1R   |
| Roland Garros        | –    | –    | 2R   | 2R   | –    | 4R   | 1R   | KF   | 4R   | KF   | 4R   | KF   | 2R   | 4R   |
| Wimbledon            | 1R   | –    | 1R   | 1R   | 3R   | 3R   | 4R   | 2R   | 4R   | 3R   | KF   | KF   | g.t. | 2R   |
| US Open              | 4R   | –    | 3R   | 1R   | 3R   | 1R   | F    | 1R   | HF   | –    | HF   | 3R   | –    |      |
| ATP Finals           |      |      |      |      |      |      |      |      |      |      |      |      |      |      |
| ATP Finals           | –    | –    | –    | –    | –    | –    | HF   | G    | HF   | –    | G    | –    | –    |      |
| ATP Masters 1000     |      |      |      |      |      |      |      |      |      |      |      |      |      |      |
| Indian Wells         | 1R   | 1R   | –    | 1R   | 2R   | 3R   | 3R   | 4R   | KF   | KF   | –    | 3R   | g.t. |      |
| Miami                | 1R   | –    | –    | 2R   | 4R   | 4R   | HF   | KF   | F    | KF   | 3R   | 2R   | g.t. | 3R   |
| Monte Carlo          | –    | –    | –    | –    | 3R   | –    | –    | –    | –    | –    | F    | 2R   | g.t. | –    |
| Madrid               | –    | –    | –    | 1R   | –    | KF   | F    | HF   | HF   | KF   | 1R   | 3R   | g.t. | 2R   |
| Rome                 | –    | –    | –    | –    | –    | 2R   | –    | KF   | HF   | 3R   | KF   | KF   | 2R   | 3R   |
| Montreal/Toronto     | –    | –    | –    | –    | 2R   | 3R   | –    | HF   | F    | 2R   | 1R   | 2R   | g.t. | 2R   |
| Cincinnati           | –    | –    | –    | 1R   | 3R   | 1R   | –    | –    | 3R   | –    | 2R   | 2R   | –    |      |
| Shanghai             | l.c. | –    | –    | HF   | 2R   | 3R   | 2R   | 3R   | –    | –    | KF   | –    | g.t. |      |
| Parijs               | –    | –    | –    | 1R   | 3R   | 3R   | HF   | 3R   | 3R   | –    | KF   | –    | g.t. |      |
| olympisch            |      |      |      |      |      |      |      |      |      |      |      |      |      |      |
| Olympische Spelen    | 1R   | g.t. | g.t. | g.t. | KF   | g.t. | g.t. | g.t. | HF   | g.t. | g.t. | g.t. | g.t. | KF   |
| statistieken         |      |      |      |      |      |      |      |      |      |      |      |      |      |      |
| totaal aantal titels | 1    | 0    | 0    | 0    | 1    | 1    | 4    | 3    | 1    | 0    | 0    | 1    | 0    | 0    |
| eindejaarsranking    | 63   | 421  | 100  | 25   | 19   | 17   | 5    | 8    | 5    | 22   | 9    | 13   | 41   |      |

### Dubbelspel

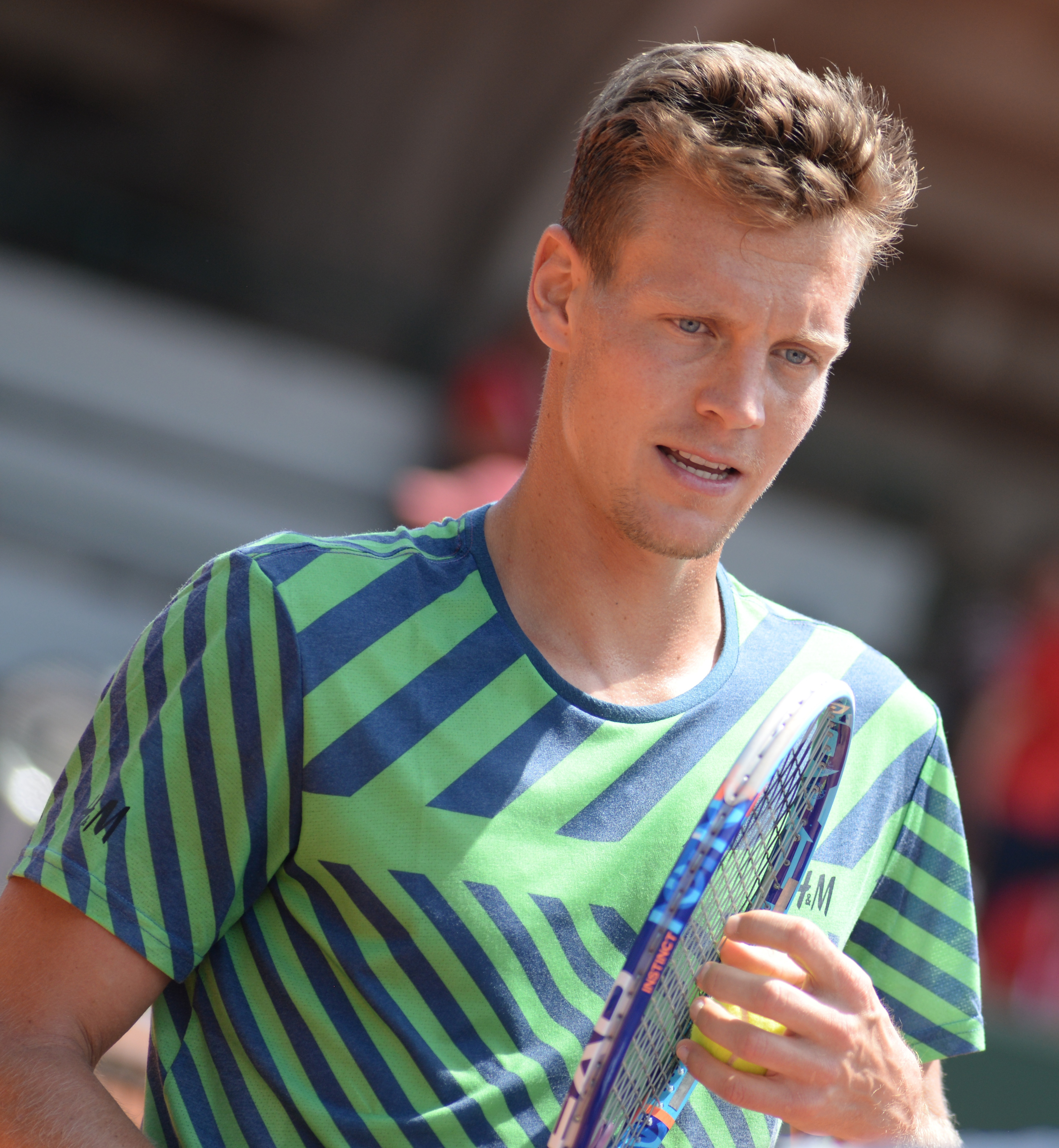
Nishikori heeft tegenover de Tsjech Tomáš Berdych het beste winstpercentage (83%).

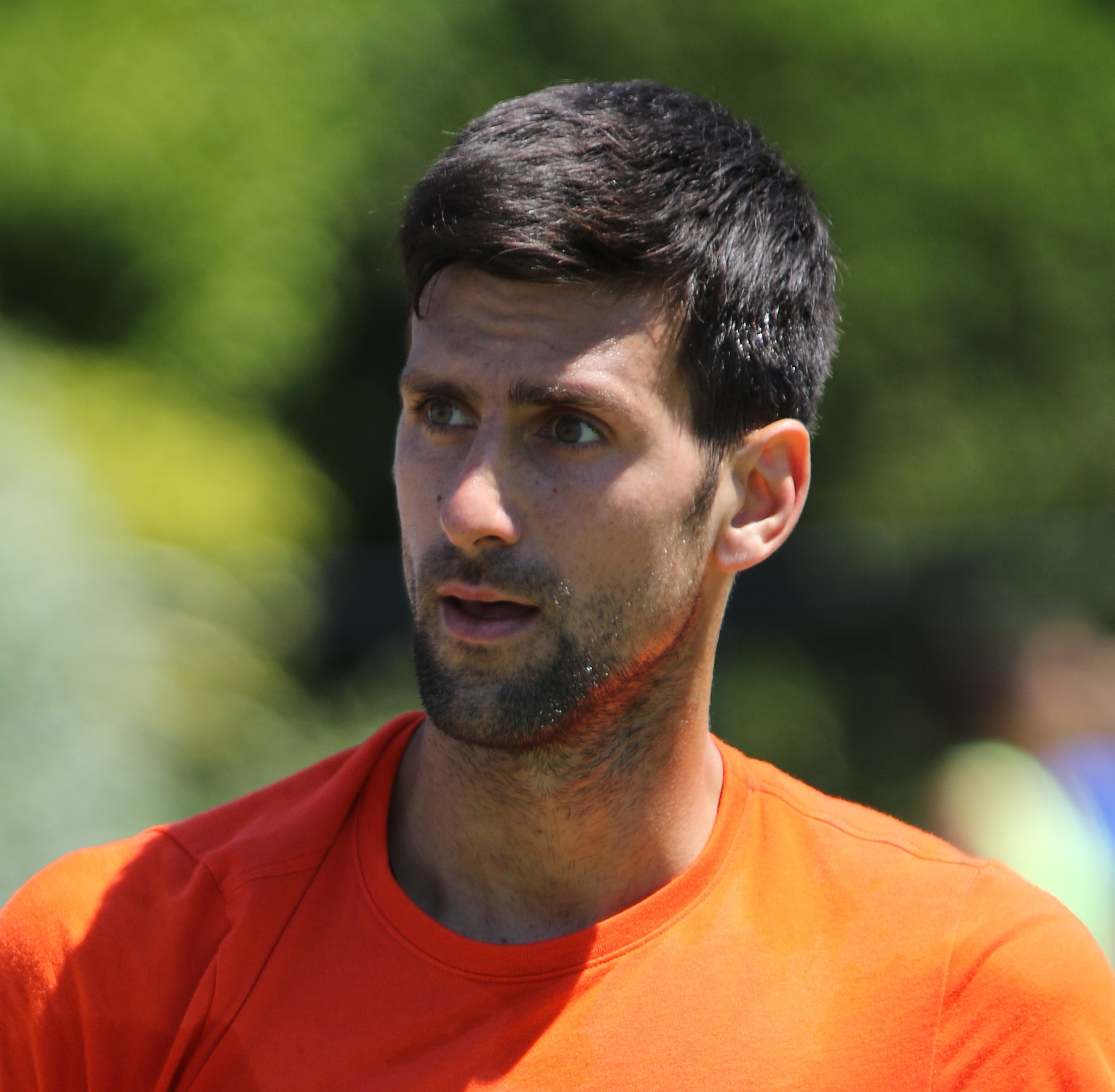
En van de Serviër Novak Đoković won hij het minst vaak: 11% van de onderlinge ontmoetingen won Nishikori.

| toernooi             | 2008 | 2009 | 2010 | 2011 | 2012 | 2013 | 2014 | 2015 | 2016 | 2017 | 2018 | 2019 | 2020 | 2021 |
| -------------------- | ---- | ---- | ---- | ---- | ---- | ---- | ---- | ---- | ---- | ---- | ---- | ---- | ---- | ---- |
| grandslamtoernooien  |      |      |      |      |      |      |      |      |      |      |      |      |      |      |
| Australian Open      | –    | –    | –    | –    | –    | –    | –    | –    | –    | –    | –    | –    | –    | –    |
| Roland Garros        | –    | –    | –    | 2R   | –    | –    | –    | –    | –    | –    | –    | –    | –    | –    |
| Wimbledon            | –    | –    | –    | 2R   | –    | –    | –    | –    | –    | –    | –    | –    | g.t. | –    |
| US Open              | –    | –    | –    | –    | –    | –    | –    | –    | –    | –    | –    | –    | –    |      |
| ATP Masters 1000     |      |      |      |      |      |      |      |      |      |      |      |      |      |      |
| Indian Wells         | –    | –    | –    | –    | 2R   | –    | –    | –    | –    | –    | –    | 1R   | g.t. |      |
| Miami                | –    | –    | –    | 1R   | –    | –    | –    | –    | –    | –    | –    | –    | g.t. | –    |
| Monte Carlo          | –    | –    | –    | –    | –    | –    | –    | –    | –    | –    | –    | –    | g.t. | –    |
| Madrid               | –    | –    | –    | –    | –    | –    | –    | –    | –    | –    | –    | 2R   | g.t. | –    |
| Rome                 | –    | –    | –    | –    | –    | –    | –    | –    | –    | –    | –    | –    | –    | –    |
| Montreal/Toronto     | –    | –    | –    | –    | 1R   | –    | –    | –    | –    | –    | –    | –    | g.t. | –    |
| Cincinnati           | –    | –    | –    | –    | –    | –    | –    | –    | –    | –    | –    | –    | –    |      |
| Shanghai             | –    | –    | –    | –    | –    | –    | –    | –    | –    | –    | –    | –    | g.t. |      |
| Parijs               | –    | –    | –    | –    | –    | –    | –    | –    | –    | –    | –    | –    | –    |      |
| olympisch            |      |      |      |      |      |      |      |      |      |      |      |      |      |      |
| Olympische Spelen    | –    | g.t. | g.t. | g.t. | –    | g.t. | g.t. | g.t. | –    | g.t. | g.t. | g.t. | g.t. | KF   |
| statistieken         |      |      |      |      |      |      |      |      |      |      |      |      |      |      |
| totaal aantal titels | 0    | 0    | 0    | 0    | 0    | 0    | 0    | 0    | 0    | 0    | 0    | 0    | 0    | 0    |
| eindejaarsranking    | 592  | —    | 510  | 183  | 292  | 281  | 553  | 420  | 849  | 814  | —    | 449  | 498  |      |

## Resultaten tegen actieve top 10-spelers
| speler                | nationaliteit       | notering | balans | percentage | laatste ontmoeting           |
| --------------------- | ------------------- | -------- | ------ | ---------- | ---------------------------- |
| Tomáš Berdych         | Tsjechië            | 6        | 5–1    | 83%        | Monte Carlo 2018 (winst)     |
| Grigor Dimitrov       | Bulgarije           | 3        | 5–1    | 83%        | Brisbane 2019 (winst)        |
| Gaël Monfils          | Frankrijk           | 6        | 4–1    | 80%        | US Open 2018 (winst)         |
| David Ferrer          | Spanje              | 3        | 10–4   | 71%        | Rome 2017 (winst)            |
| Milos Raonic          | Canada              | 6        | 5–2    | 71%        | Davis Cup 2015 (winst)       |
| Fernando Verdasco     | Spanje              | 9        | 5–2    | 71%        | Halle 2017 (winst)           |
| Jo-Wilfried Tsonga    | Frankrijk           | 6        | 6–3    | 66%        | Roland Garros 2019 (winst)   |
| Marin Čilić           | Kroatië             | 3        | 9–6    | 60%        | US Open 2018 (winst)         |
| Dominic Thiem         | Oostenrijk          | 7        | 3–2    | 60%        | ATP Finals 2018 (verlies)    |
| Kevin Anderson        | Zuid-Afrika         | 6        | 5–4    | 55,6%      | ATP Finals 2018 (verlies)    |
| Stan Wawrinka         | Zwitserland         | 3        | 4–7    | 36%        | Madrid 2019 (verlies)        |
| Roger Federer         | Zwitserland         | 1        | 3–8    | 27%        | Wimbledon 2019 (verlies)     |
| Richard Gasquet       | Frankrijk           | 9        | 3–8    | 27%        | Canada 2019 (verlies)        |
| Juan Martín del Potro | Argentinië          | 6        | 2–6    | 25%        | Miami 2018 (verlies)         |
| Andy Murray           | Verenigd Koninkrijk | 1        | 2–9    | 18%        | Roland Garros 2017 (verlies) |
| Alexander Zverev      | Duitsland           | 4        | 1–5    | 17%        | Roland Garros 2021 (verlies) |
| Rafael Nadal          | Spanje              | 1        | 2–12   | 14%        | Barcelona 2021 (verlies)     |
| Novak Đoković         | Servië              | 1        | 2–16   | 11,1%      | Australian Open (verlies)    |